# Campeonato Sudamericano de Voleibol Femenino Sub-18 de 1978
El I Campeonato Sudamericano de Voleibol Femenino Sub-19 se celebró en la ciudad de Buenos Aires, Argentina en 1978.

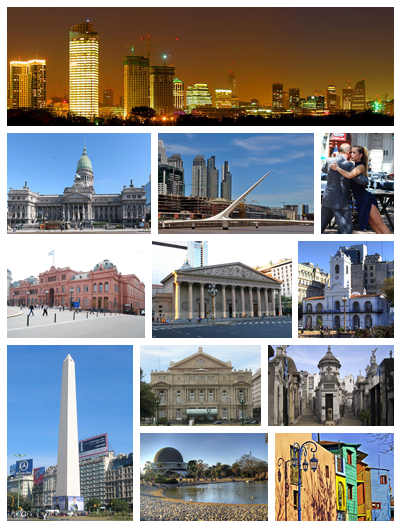
Buenos Aires, sede del I Campeonato Sudamericano de Voleibol Femenino Sub-19.

## Equipos participantes
- Argentina
- Brasil
- Chile
- Paraguay
- Perú
- Uruguay
- Venezuela

## Posiciones finales
| \| Pos \| Equipo \| \| --- \| --------- \| \| \| Perú \| \| \| Brasil \| \| \| Argentina \| \| 4 \| Paraguay \| \| 5 \| Venezuela \| \| 6 \| Uruguay \| \| 7 \| Chile \| | Campeón Perú 1º Título |
| Pos | Equipo                 |
| | Perú                   |
| | Brasil                 |
| | Argentina              |
| 4 | Paraguay               |
| 5 | Venezuela              |
| 6 | Uruguay                |
| 7 | Chile                  |